# Sineu
Sineu è un comune spagnolo di 3 520 abitanti situato nella comunità autonoma delle Baleari, sull'isola di Maiorca.